# Angharad
Angharad  è un nome proprio di persona gallese femminile.

## Origine e diffusione
È un antico nome gallese, attestato in varie forme quali Acgarat e Ancarat; una forma maschile, Andecarus, è documentata su una tavoletta trovata a Vindolanda e databile al tardo I-inizio II secolo. È derivato dal verbo caru ("amare") combinato con il prefisso intensificatore an-, e quindi vuol dire "molto amata", significato simile a quello dei nomi Amata, Esmé e Priya. 
Fu particolarmente diffuso in Galles nel Medioevo ed è ricorrente nelle dinastie nobili del luogo (si cita, a titolo di esempio, Angharad, figlia del re del Gwynedd Owain ad Gruyffidd). È testimoniata anche una forma anglicizzata, Anchoret (o Ancret, Ancaret, Ankeret, Ancoretta, Ancharita, Ingaret, Ingaretta), riportata in voga nell'Ottocento.
Nel Peredur, figlio di Efrawg, uno dei tre romanzi gallesi, questo nome è portato da Angharad Mano-Dorata, che è l'amata del protagonista, il cavaliere Peredur.

## Onomastico
Il nome è adespota, cioè non è portato da alcuna santa, pertanto l'onomastico ricade il 1º novembre, ad Ognissanti.

## Persone

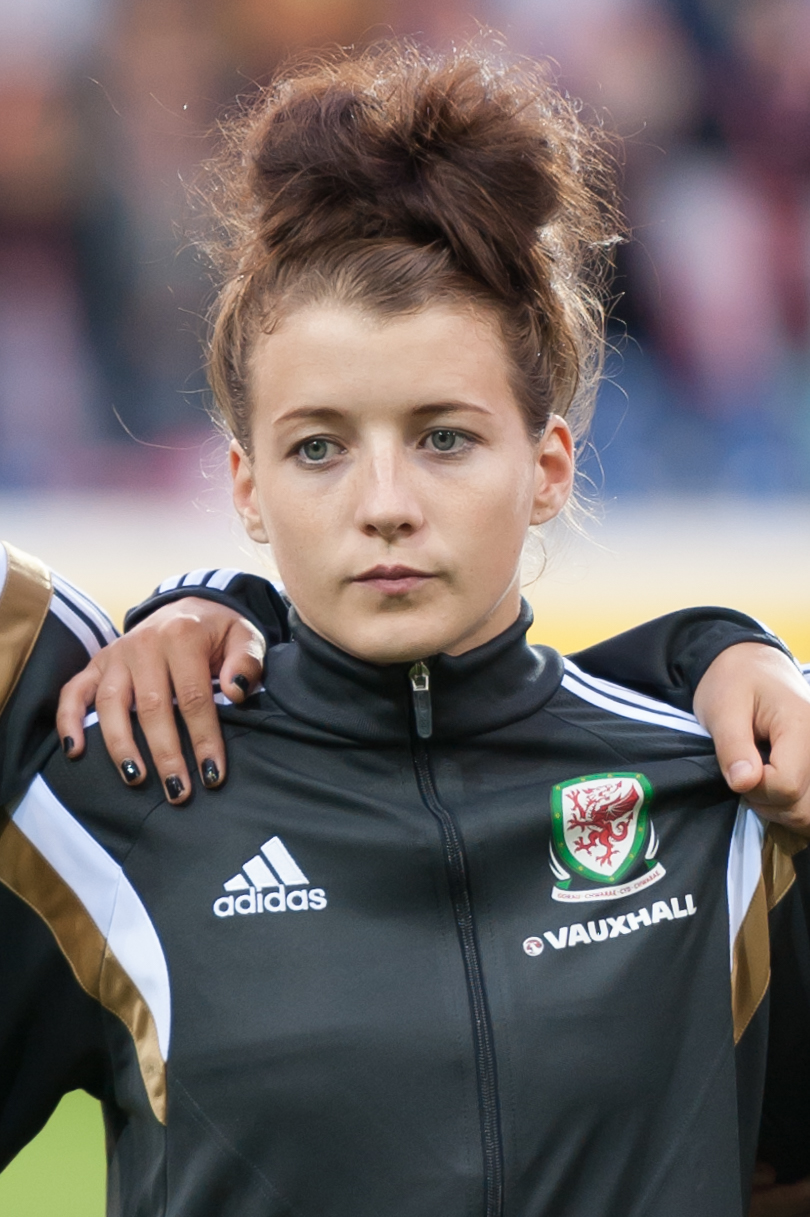
Angharad James

- Angharad James, calciatrice gallese
- Angharad Tomos, scrittrice e attivista gallese